# Mirella D’Angelo

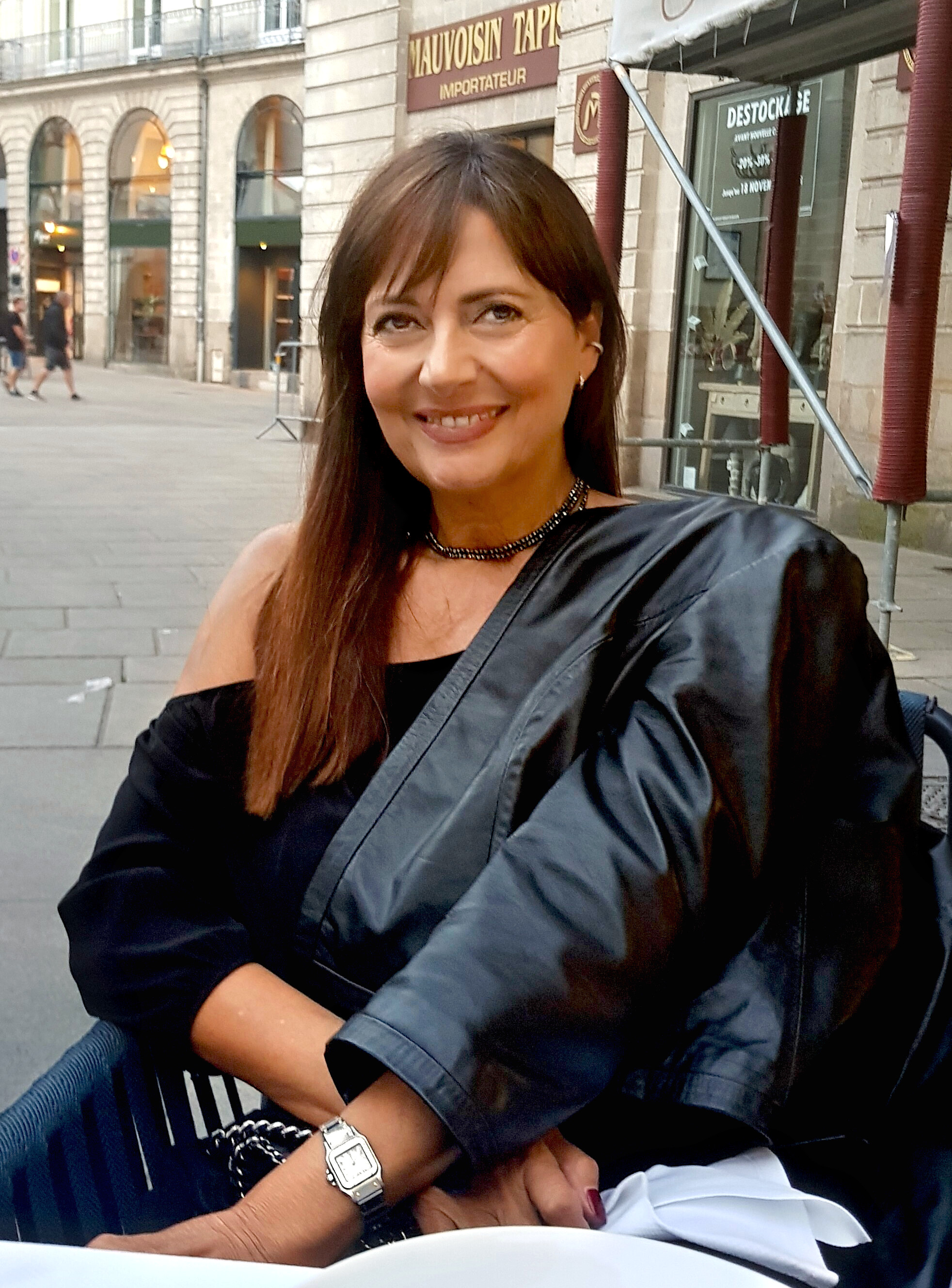
Mirella D’Angelo im Jahr 2023

Mirella D’Angelo (* 16. August 1956 in Rom, Italien) ist eine italienische Schauspielerin.

## Leben
Sie begann ihre künstlerische Karriere als Mode-Fotomodell für international bekannte Zeitschriften wie Elle, Vogue, Cosmopolitan, Harper’s Bazaar sowie der deutschen Modezeitschrift Petra und dem Stern-Ableger Viva. Im Alter von 17 Jahren wurde sie von der renommierten Fotografin Eva Sereny für das Cover (und den internen Modebericht) des englischen Magazins The Sunday Times ausgewählt. Die Fotografien mit starker filmischer Wirkung wurden vom italienischen Regisseur Paolo Breccia wahrgenommen, der ihr 1974 eine Rolle in seinem Film Terminal anbot. Seither wirkte sie in mehr als 20 meist italienischen und französischen Filmen mit.
1980 spielte sie die weibliche Hauptrolle in Der Puppenspieler neben Jean-Paul Belmondo.
Auch in deutschen Fernsehserien war sie zu sehen, beispielsweise 1988 in der ersten Folge von Der Schwammerlkönig neben Wolfgang Fierek und Walter Sedlmayr.
2017 sah man sie als Italienerin in der BBC-Serie Holby City und 2018 nach ihrer Rückkehr nach Italien wirkte sie in Luigi Cozzis Experimentalfilm I piccoli maghi di Oz (The Little Wizards of Oz) mit. Hier spielte sie eine Doppelrolle als Schulleiterin und Hexe des Westens.

## Filmografie (Auswahl)
- 1974: Terminal
- 1976: Cop Hunter (Italia a mano armata)
- 1976: Sandokan – Der Tiger von Malaysia (Sandokan) (Fernseh-Miniserie)
- 1979: Caligula (Caligola)
- 1980: Der Puppenspieler (Le Guignolo)
- 1980: Fellinis Stadt der Frauen (La città delle donne)
- 1982: Tenebrae (Tenebre)
- 1983: Herkules (Hercules)
- 1988: Apartment Zero
- 1988: Der Schwammerlkönig (Fernsehserie, 1 Folge)
- 1989: Maya
- 1990: Dana Lech
- 1993: Flash – Der Fotoreporter (Fernsehfilm)
- 1996: Hard Men
- 2017: Holby City (Fernsehserie)
- 2018: I piccoli maghi di Oz